# Премия Муз-ТВ 2005
3-я ежегодная национальная премия в области популярной музыки Муз-ТВ состоялась 3 июня 2005 года в спортивном комплексе «Олимпийский».
Ведущими премии стали телеведущие Оскар Кучера, Лера Кудрявцева, Аврора, а также певец Николай Басков. Режиссёр-постановщик шоу Алексей Сеченов. Телеверсия премии была выпущена 18 июня 2005 года.

## Голосование
Процесс голосования проходил в два этапа. С февраля эксперты начали отбор трёх претендентов в каждую категорию, а после оглашения списка номинантов 28 марта 2005 года стартовало зрительское голосование, которое закончилось в день церемонии. Победители были объявлены 3 июня 2005 года в прямой трансляции из спортивного комплекса «Олимпийский».

## Выступления
Группа «Дискотека Авария» выступала в усечённом составе, в связи с болезнью Алексея Серова.
| Исполнитель                      | Песня                     |
| -------------------------------- | ------------------------- |
| «Би-2»                           | «Революция»               |
| Жанна Фриске                     | «Ла ла ла»                |
| Hi-Fi                            | «Беда»                    |
| Надежда Кадышева и Антон Зацепин | «Широка река»             |
| Юрий Титов                       | «Понарошку»               |
| София Ротару                     | «Я его любила»            |
| София Ротару                     | «Ты улетишь»              |
| Алсу                             | «Always on my mind»       |
| Сергей Лазарев                   | «Eye of the storm»        |
| Николай Басков и Таисия Повалий  | «Отпусти меня»            |
| Алекса                           | «Где же ты?»              |
| Кристина Орбакайте               | «Я не сказала»            |
| Банда                            | «Плачут небеса»           |
| Звери                            | «Напитки покрепче»        |
| Звери                            | «Районы-кварталы»         |
| Анжелика Варум и ВИА «Сливки»    | «Самая лучшая»            |
| Олег Газманов                    | «Офицеры»                 |
| Олег Газманов                    | «Сделан в СССР»           |
| Линда                            | «Цепи и кольца»           |
| «ВИА Гра» и «ТНМК»               | «Нет ничего хуже»         |
| Верка Сердючка                   | «Тук Тук Тук»             |
| Верка Сердючка                   | «Я попала на любовь»      |
| Вячеслав Бутусов (гр. Ю-Питер)   | «Девушка по городу»       |
| «Дискотека Авария»               | «Если хочешь остаться»    |
| «ВИА Гра» и Валерий Меладзе      | «Притяженья больше нет»   |
| Валерий Меладзе                  | «Салют, Вера!»            |
| Uma2rman                         | «Прасковья»               |
| Uma2rman                         | «Проститься»              |
| «Тату»                           | «Я сошла с ума» (не пели) |
| «Тату»                           | «Обезьянка ноль»          |

## Номинации
Ниже представлен полный список победителей и номинантов премии. Победители отмечены галочкой.

### Лучший рингтон
- Серёга — «Чёрный бумер»
- Сергей Шнуров — «Мобильник»
- Triplex — «Бригада»

### Лучший танцевальный проект
- Hi-Fi
- DJ Грув
- REFLEX

### Лучшее видео
- Алсу — «Always on my mind»
- Глюк’oZa — «Снег идёт»
- Uma2rman — «Проститься»

### Лучший дуэт
- «ВИА Гра» и Валерий Меладзе — «Притяженья больше нет»
- Надежда Кадышева и Антон Зацепин — «Широка река»
- Борис Моисеев и Людмила Гурченко — «Петербург-Ленинград»

### Прорыв года
- Uma2rman
- Ирина Дубцова
- Серёга

### Лучший альбом
- «Звери» — «Районы-кварталы»
- Верка Сердючка — «Жениха хотела»
- Uma2rman — «В городе N»

### Лучшее концертное шоу
- «Звери» — 11 декабря 2004 года в СК «Олимпийский»
- Итоговый концерт «Фабрика звёзд 4» в СК «Олимпийский»
- Uma2rman в МХАТ им. М.Горького

### Лучшая песня
- Uma2rman — «Проститься»
- Дима Билан — «На берегу неба»
- Глюк’oZa — «Снег идёт»

### Лучшая рок-группа
- «Звери»
- «Би-2»
- Земфира

### Лучшая поп-группа
- «ВИА Гра»
- Глюк’oZa
- «Дискотека Авария»

### Лучший исполнитель
- Валерий Меладзе
- Дима Билан
- Андрей Данилко

### Лучшая исполнительница
- Кристина Орбакайте
- Алсу
- Земфира

## Специальные награды
- «За вклад в развитие поп-музыки» — Олег Газманов
- «За вклад в развитие рок-музыки» — Вячеслав Бутусов
- «Золотая звезда „Авторадио“» — София Ротару